# Messenger Stakes
Messenger Stakes är ett passgångslopp för 3-åriga varmblodiga passgångshästar som körs varje år i augusti på Meadowlands Racetrack i New Jersey i USA. Loppet har körts sedan 1956, och springs över distansen 1 mile (1 609 m).
Det är det andra loppet av tre som ingår i den amerikanska passgångssportens Triple Crown. De övriga loppen som ingår i Triple Crown är Little Brown Jug och Cane Pace. Att en häst vinner samtliga dessa tre lopp under sin treåringssäsong innebär att hästen tar en Triple Crown.
Likt Little Brown Jug avgörs Messenger Stakes med kvallopp, och sedan ett finallopp samma dag. Från 2006 på Yonkers Raceway körs kvalloppen en vecka innan finalloppet.

## Banor
- 1956–1987 - Roosevelt Raceway
- 1988, 2006–nutid - Yonkers Raceway
- 1989 - Freestate Raceway
- 1990–1994 - Rosecroft Raceway
- 1995–2003 - The Meadows Racetrack and Casino
- 2004–2005 - Harrington Raceway & Casino

## Segrare
| År   | Häst                  | Kusk                   | Tränare                | Tid      |
| ---- | --------------------- | ---------------------- | ---------------------- | -------- |
| 1956 | Belle Action          | Billy Haughton         | Billy Haughton         | 2:01.2   |
| 1957 | Meadow Lands          | Delvin Miller          | Delvin Miller          | 2:04.4   |
| 1958 | O'Brien Hanover       | James W. Jordan        | Delvin Miller          | 2:01.4   |
| 1959 | Adios Butler          | Clint Hodgins          | Clint Hodgins          | 2:00.1   |
| 1960 | Countess Adios        | Delvin Miller          | Delvin Miller          | 2:02.1   |
| 1961 | Adios Don             | Robert Camper          | Robert Camper          | 2:02.4   |
| 1962 | Thor Hanover          | John F. Simpson, Sr.   | John F. Simpson, Sr.   | 2:01.1   |
| 1963 | Overtrick             | John F. Patterson, Sr. | John F. Patterson, Sr. | 2:00.4   |
| 1964 | Race Time             | Ralph N. Baldwin       | Ralph N. Baldwin       | 2:01.2   |
| 1965 | Bret Hanover          | Frank Ervin            | Frank Ervin            | 2:02.0   |
| 1966 | Romeo Hanover         | George Sholty          | Jerry Silverman        | 2:01.0   |
| 1967 | Romulus Hanover       | Billy Haughton         | Billy Haughton         | 1:59.1   |
| 1968 | Rum Customer          | Billy Haughton         | Billy Haughton         | 2:01.4   |
| 1969 | Bye Bye Sam           | Stanley Dancer         | Stanley Dancer         | 2:02.3   |
| 1970 | Most Happy Fella      | Stanley Dancer         | Stanley Dancer         | 2:02.3   |
| 1971 | Albatross             | Stanley Dancer         | Stanley Dancer         | 2:00.2   |
| 1972 | Silent Majority       | Billy Haughton         | Billy Haughton         | 2:01.4   |
| 1973 | Valiant Bret          | Lucien Fontaine        | Harry Tudor            | 2:00.3   |
| 1974 | Armbro Omaha          | Billy Haughton         | Billy Haughton         | 1:59.3   |
| 1975 | Bret's Champ          | Billy Haughton         | Billy Haughton         | 1:59.1   |
| 1976 | Windshield Wiper      | Billy Haughton         | Billy Haughton         | 2:00.0   |
| 1977 | Governor Skipper      | John Chapman           | H. "Bucky" Norris      | 1:59.1   |
| 1978 | Abercrombie           | Glen Garnsey           | Glen Garnsey           | 1:58.2   |
| 1979 | Hot Hitter            | Henri Filion           | Louis Meittinis        | 1:59.4   |
| 1980 | Niatross              | Clint Galbraith        | Clint Galbraith        | 1:59.3   |
| 1981 | Seahawk Hanover       | Ben Webster            | Samuel Lewis           | 1:58.0   |
| 1982 | Cam Fella             | Pat Crowe              | Pat Crowe              | 1:57.3   |
| 1983 | Ralph Hanover         | Ron Waples             | Stewart Firlotte       | 1:57.0   |
| 1984 | Troublemaker          | Bill O'Donnell         | Gene Riegle            | 1:57.3   |
| 1985 | Pershing Square       | Bill O'Donnell         | Billy Haughton         | 1:55.2   |
| 1986 | Amity Chef            | John Campbell          | Blair Burgess          | 1:55.4   |
| 1987 | Redskin               | John Campbell          | Jerry Smith            | 1:58.0   |
| 1988 | Matt's Scooter        | Mike Lachance          | Harry J. Poulton       | 1:56.3   |
| 1989 | Sandman Hanover       | Bill O'Donnell         | Ken Seeber             | 1:53.2   |
| 1990 | Jake And Elwood       | John Campbell          | Ken Seeber             | 1:52.3   |
| 1991 | Die Laughing          | Richard Silverman      | Roger Goldstein        | 1:51.1   |
| 1992 | Western Hanover       | Bill Fahy              | Gene Riegle            | 1:53.1   |
| 1993 | Riyadh                | Jim Morrill J:r        | William Robinson       | 1:52.2   |
| 1994 | Cam's Card Shark      | John Campbell          | William Robinson       | 1:51.0   |
| 1995 | Davids Pass           | John Campbell          | Brett Pelling          | 1:52.4   |
| 1996 | Go For Grins          | Dave Palone            | Christopher Ryder      | 1:52.2   |
| 1997 | Western Dreamer       | Mike Lachance          | Nathanial Varty        | 1:51.3   |
| 1998 | Fit For Life          | John Campbell          | Brett Pelling          | 1:52.2   |
| 1999 | Blissfull Hall        | Ron Pierce             | Benjamin Wallace       | 1:51.1   |
| 2000 | Ain't No Stoppin' Him | John Campbell          | Joe Holloway           | 1:52.2   |
| 2001 | Bagel Beach Boy       | Luc Ouellette          | Jim Campbell           | 1:53.1   |
| 2002 | Allamerican Ingot     | David Miller           | Robert McIntosh        | 1:50.3   |
| 2003 | No Pan Intended       | David Miller           | Ivan Sugg              | 1:52.4   |
| 2004 | Metropolitan          | John Campbell          | Christopher Ryder      | 1:52.2   |
| 2005 | Gryffindor            | David Miller           | Brendan Johnson        | 1:52.0   |
| 2006 | Palone Ranger         | Ron Pierce             | Gregory Peck           | 1:54.3   |
| 2007 | Always A Virgin       | Brian Sears            | Joe Holloway           | 1:52.0   |
| 2008 | Somebeachsomewhere    | Paul MacDonell         | Brent Mac Grath        | 1:52.1   |
| 2009 | If I Can Dream        | Tim Tetrick            | Tracy Brainard         | 1:52.2   |
| 2010 | Rock N Roll Heaven    | Daniel Dube            | Bruce Saunders         | 1:51.4   |
| 2011 | Roll With Joe         | Ron Pierce             | Edward Hart            | 1:52.4   |
| 2012 | Bolt The Duer         | Mark MacDonald         | Peter Foley            | 1:51.2   |
| 2013 | Ronny Bugatti         | Jason Bartlett         | Allan Johnson          | 1:51.4   |
| 2014 | All Bets Off          | Matt Kakaley           | Ron Burke              | 1:51.1   |
| 2015 | Revenge Shark         | Yannick Gingras        | Tony Alagna            | 1:53.1   |
| 2016 | Racing Hill           | Brett Miller           | Tony Alagna            | 1:53.0   |
| 2017 | Downbytheseaside      | Brian Sears            | Brian Brown            | 1:52.1   |
| 2018 | Stay Hungry           | Doug McNair            | Tony Alagna            | 1:52.1   |
| 2019 | American Mercury      | Tyler Buter            | Chris Oakes            | 1:51.3   |
| 2020 | Inställt              | Inställt               | Inställt               | Inställt |
| 2021 | American Courage      | Matt Kakaley           | Travis Alexander       | 1:51.2   |